# Jossa (Lüder)

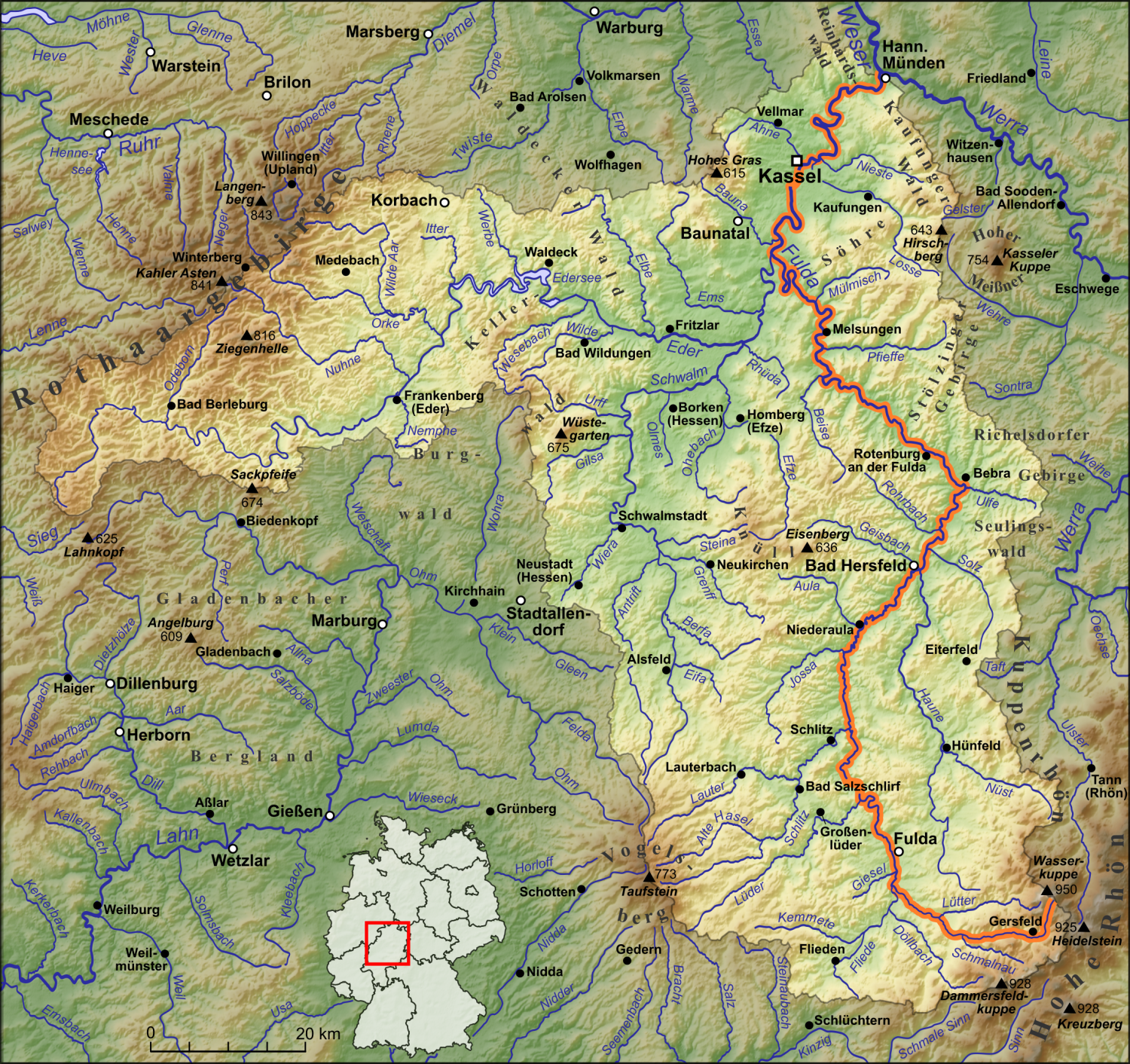
Der Verlauf der Lüder aus dem Vogelsberg auf dem Weg zur Fulda (am Kartenende rechts)

Die Jossa ist ein 11,7 Kilometer langer, rechter Nebenfluss des linken Fulda-Zuflusses Lüder im Landkreis Fulda, Hessen.
Er entspringt im östlichen Vogelsberg unweit der Gemeinde Jossa (Name) und fließt durch Poppenrod, Hosenfeld, Schletzenhausen und Gersrod, bevor er  in der Gemarkung Hainzell südwestlich von Kleinlüder, einem Ortsteil von Großenlüder in die Lüder mündet. Sein Lauf hat fast stets die Fließrichtung Nord-Nord-Ost.
In früherer Zeit siedelten sich an der Jossa zahlreiche Mühlen an. Als Gebäude erhalten sind heute noch die Oberhecken- und die Unterheckenmühle (Hosenfeld), sowie die Eselsmühle (Schletzenhausen).